# 黑湖 (黑山)
黑湖是蒙特內哥羅的湖泊，位於該國北部扎布利亞克以西約3公里，長1.2公里，面積0.515平方公里，海拔高度1,416米，最大水深49.1米，是熱門的旅遊地點。

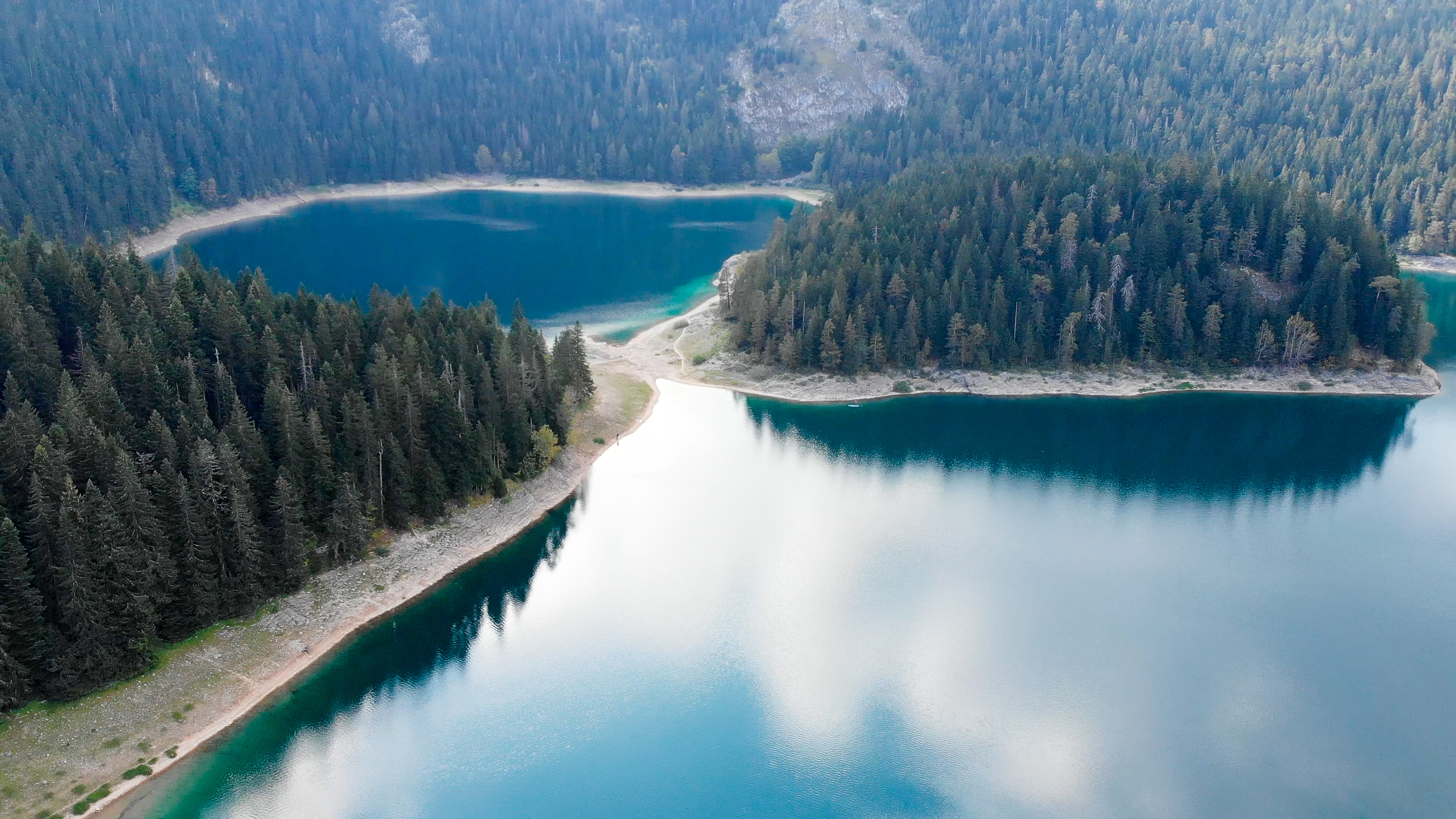
俯瞰湖景